# Mandaloun (häst)
Mandaloun, född 18 mars 2018 i Kentucky, är ett engelskt fullblod, mest känd för att ha segrat i Kentucky Derby (2021) efter att Medina Spirit diskvalificerats på grund av positivt dopningsprov.

## Bakgrund
Mandaloun är en brun hingst efter Into Mischief och under Brooch (efter Empire Maker). Han föddes upp och ägs av Juddmonte Farms. Han tränas av Brad H. Cox och rids av Florent Geroux.
Mandaloun började tävla den 24 oktober 2020 och har sprungit in totalt 2 041 252 dollar på 10 starter, varav 7 segrar, 1 andraplats och 1 tredjeplats. Han har tagit karriärens hittills största seger i Kentucky Derby (2021). Han har även segrat i Risen Star Stakes (2021), Pegasus Stakes (2021), Haskell Stakes (2021), Louisiana Stakes (2022).